# وگلی
وگلی (به ایتالیایی: Veglie) یک کومونه در ایتالیا است که در استان لچه واقع شده‌است.

## خصوصیات
وگلی ۶۱٫۳۵ کیلومترمربع مساحت و ۱۴٬۳۳۷ نفر جمعیت دارد و ۴۷ متر بالاتر از سطح دریا واقع شده‌است.